# 811 до н. е.

## Події
Після смерті царя Шамшіадада V царем Ассирії став малолітній Адад-нірарі ІІІ. Регентом країни стала його мати Шаммурамат (Семіраміда).